# Milton Jiménez
Milton Jiménez, Alias El Cabo  es un personaje ficticio de la serie colombiana El cartel inspirado en el narcotraficante colombiano Wilber Varela  alias Jabón e interpretado en la televisión por el actor Robinson Diaz
Milton solía ser el gatillero del jefe del Cártel del Pacífico Oscar Cadena, antes de que este fuera ajusticiado por Tulio de la Cruz Alias "Doble Rueda", hermano de Hugo de la Cruz, uno de los cabecillas del Cártel rival, el Cártel del Sur.  El Cabo ha sido capaz de atentar contra cualquiera sin tener remordimiento alguno, El Cabo es el jefe del ala sicarial del denominado Cartel del Pacífico, y es considerado uno de los mejores hombres para diseñar atentados.
Es leal a su jefe Oscar Cadena tanto que es capaz de hacer que su jefe entre a territorio Estadounidense con pasaportes falsos, también elimina a cualquiera que se le atraviese en su camino. Sobrevive a muchos enemigos que intentan acabar con su vida y sin proponérselo termina siendo el jefe del Cartel y junto a su mano derecha Álvaro José Pérez Alias Guadaña impone sus nuevas reglas de violencia.
Termina en una guerra con  "Don Mario", consecuencia de haber ordenado el asesinato de Samuel Morales, uno de sus hombres de confianza, 
El Cabo, a lo largo de las 2 temporadas ha ordenado el asesinato de cientos de personas, entre ellos de Alias Mochila, de Alias "El Contador", los cuatro hermanos De la Cruz, Pedro Tejada, Samuel Morales, Navaja, el Capitán Racines, Julián el novio de Vicky, Alias "El Manteco", entre otros que no se pudieron perpetrar, como de Martín González Alias "El Fresita", Pepe Cadena, Alfonso Rendón Alias "Anestesia", Sebastian Bonera, etc. también fue el responsable de que John Mario Martínez Alias Pirulito huyera a Brasil, y de que Gonzalo Tovar Alias "Buñuelo" tuviera que huir de Colombia. 
Este narcotraficante fue uno de los más peligrosos en Colombia, un día se declaró muerto tras un operativo de la Policía Nacional junto con todos sus hombres, aunque el auténtico Milton Jiménez se encuentra desaparecido y hasta la fecha se desconoce su paradero. 
Se hizo una versión alternativa de Milton Jiménez para la serie mexicana, El señor de los cielos, en la cual se cuenta que solía ser Lugarteniente de Pablo Escobar ,  después de su muerte se aliaría con Oscar Cadena, a quien terminaría traicionando junto con Alias "El Tijeras", quien curiosamente se llama igualmente: Álvaro José Pérez, para adueñarse del Cártel entero. Terminó trabajando junto con Teobaldo "El Topo" Galván para hacer la competencia a Aurelio Casillas, eso hasta que apareciese José María "Chema" Venegas que asesinaría al Topo y tomaría su lugar. Milton desapareció después de que el Tijeras cayera preso y que su hijo fuera asesinado por Casillas. Volvió a aparecer en La sexta temporada el 8 de mayo de 2018 Para vengarse de Aurelio Casillas 
- Datos: Q6016658